# The Muppet Show 2
The Muppet Show 2 è il secondo album del Muppet Show derivato dal programma televisivo omonimo. Si segue lo stesso formato di sketch e canzoni come nel primo album. Include anche apparizioni degli ospiti speciali Bernadette Peters e Peter Sellers.

## Tracce

### Lato A
- "The Muppet Show Theme"
- "Baby Face (brano musicale)"
- "There's a New Sound"
- "Monologo di Fozzie"
- "Cuento Le Gusta"
- "Who? "
- "Time in a Bottle"
- "Un editoriale di Sam l'aquila"
- "Borneo"
- "Al Ballo"
- "Upidee"
- "Just One Person" (con Bernadette Peters)

### Lato B
- "Happy Feet"
- "Pigs in Space"
- "I'm Five"
- "Sea Chantey"
- "New York State of Mind"
- "The Pig Calypso"
- "When"
- "A Gypsy's Violin" (con Peter Sellers)
- "Wishing Song"
- "Animal canta Gershwin "
- "For What It's Worth"
- "We Got Us"
- "The Muppet Show Ending Theme"

## Esecutori Muppet
- Jim Henson:Kermit, Rowlf, Link Hogthrob e Waldorf
- Frank Oz: Fozzie, Miss Piggy, Animal (personaggio), Sam l'aquila
- Jerry Nelson: Floyd, Robin, Strangepork
- Richard Hunt: Scooter (Muppet), Statler e Janice
- Dave Goelz: Gonzo (Muppet) e Zoot
- Louise Gold: Zelda